# Mircea Cinteză
Mircea Cinteză (n. 9 mai 1950, București) este un medic și om politic român, care a îndeplinit funcția de ministru al sănătății publice în Guvernul Tăriceanu (29 decembrie 2004 - 22 august 2005). A fost senator de Argeș (din 2008). Începând cu luna decembrie 2011, este membru al Colegiului Medicilor București.

## Carieră profesinală
Mircea Cinteză s-a născut la data de 9 mai 1950 în orașul București. După efectuarea studiilor la Liceul Emil Racoviță din București (1965-1969), a urmat cursurile Facultății de Medicină Generală din cadrul Institutului de Medicină și Farmacie București, obținând la absolvire Diploma de merit ca șef de promoție medic (1969-1975). 
Din anul 1974, lucrează în cadrul Spitalul Universitar de Urgență din București, promovând gradele profesionale de medic primar - medicină internă și cardiologie. Urmează în paralel, cursuri de specializare în cardiologie intervențională la Spitalul Universitar Purpan -Toulouse (Franța, 1991-1992) și de competență în management sanitar la Institutul de Perfecționare al Medicilor și Farmaciștilor București (2003). A fost numit în funcțiile de șef de clinică (Clinica Medicală III) și șef de secție la Spitalul Universitar de Urgență București.
Din anul 1978, este cadru universitar la Universitatea de Medicină și Farmacie "Carol Davila" din București, urcând toate treptele universitare prin concurs, până la cea de profesor universitar medicină internă și cardiologie. De asemenea, a obținut și titlul științific de doctor în medicină. În anul 2004 a fost ales ca decan al Facultății de Medicină a Universității „Carol Davila“ din București. 
A publicat 3 lucrări științifice precum și comunicate în tratate, monografii și articole științifice în țară și străinătate. În anul 1987 a obținut Premiul național de cercetare științifică "Victor Babeș" al Academiei Române.
Din anul 1997, deține funcția de președinte al Colegiului Medicilor din România, fiind ales timp de trei mandate consecutive. De asemenea, face parte din anul 1990 din Societatea Română de Cardiologie, îndeplinind funcțiile de secretar, vicepreședinte sau șef de grup de lucru.

## Activitate politică
A intrat ca membru, în anul 2000, în Partidul Național Liberal (PNL), fiind ales ca președinte interimar PNL Dolj (2001-2002), președintele Comitetului de Coordonare PNL Municipiul București (2002), membru supleant al BEx. PNL (2002-2006) și apoi președintele interimar PNL sectorul 2 București (2004).
În urma alegerilor parlamentare din noiembrie 2004, a fost ales ca senator de București pe listele Alianței Dreptate și Adevăr PNL-PD. În calitate de senator, el a făcut parte ca președinte din Comisia pentru sănătate, ecologie și sport din Senatul României (decembrie 2004 - februarie 2005) și apoi ca simplu membru din aceeași comisie.
A făcut parte din Grupul Parlamentar Dreptate și Adevăr PNL-PD până la 19 decembrie 2006, când a devenit senator independent, părăsind Partidul Național Liberal. Din decembrie 2006, el s-a alăturat Partidului Democrat-Liberal, condus de către Theodor Stolojan. În aprilie 2007, a fost ales ca membru al Biroului Executiv Național al PDL, fiind însărcinat cu dialogul cu societatea civilă.
La data de 29 decembrie 2004, senatorul Mircea Cinteză a fost numit în funcția de ministru al sănătății publice în Guvernul Tăriceanu. A deținut această funcție până la 22 august 2005, când a fost schimbat din funcție cu prilejul remanierii guvernului. Presa a invocat ca motive ale schimbării proasta gestionare a crizei medicamentelor compensate, dispunând livrarea de medicamente către spitale de la compania Unifarm, incapabilă să furnizeze necesarul măcar pe București. De asemenea, a fost suspectat că a favorizat înființarea unui lanț de farmacii. Mircea Cinteză a declarat că a fost schimbat nu pentru că ar fi gestionat greșit situația din Sănătate, ci din cauză că s-a creat percepția unei crize în sistem.
În legislatura 2004-2008, Mircea Cinteză a fost membru în grupul parlamentar de prietenie cu Republica Columbia și a inițiat 11 propuneri legislative din care 1 a fost promulgată lege. 
În legislatura 2008-2012, Mircea Cinteză a fost membru în grupurile parlamentare de prietenie cu Republica Lituania, Albania și Republica Italiană. Mircea Cinteză a inițiat 14 propuneri legislative din care 2 au fost promulgate lege. 
La data de 9 decembrie 2011, Mircea Cinteză și-a dat demisia din funcția de senator deoarece se afla în incompatibilitate după alegerea sa în Adunarea Generală a Colegiului Medicilor București.
Conform CV-ului său, Mircea Cinteză vorbește foarte bine limbile engleză și franceză și satisfăcător limbile germană și rusă. Este căsătorit și are trei copii.